# Przetrząsaczo-zgrabiarka

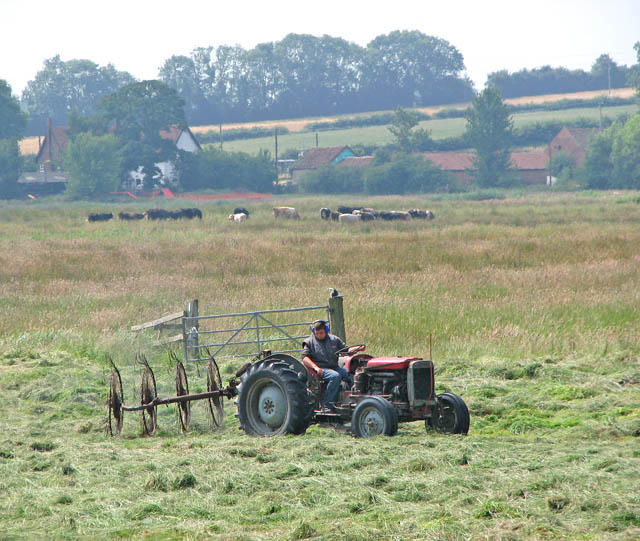
Przetrząsaczo-zgrabiarka kołowa pracująca jako przetrząsacz

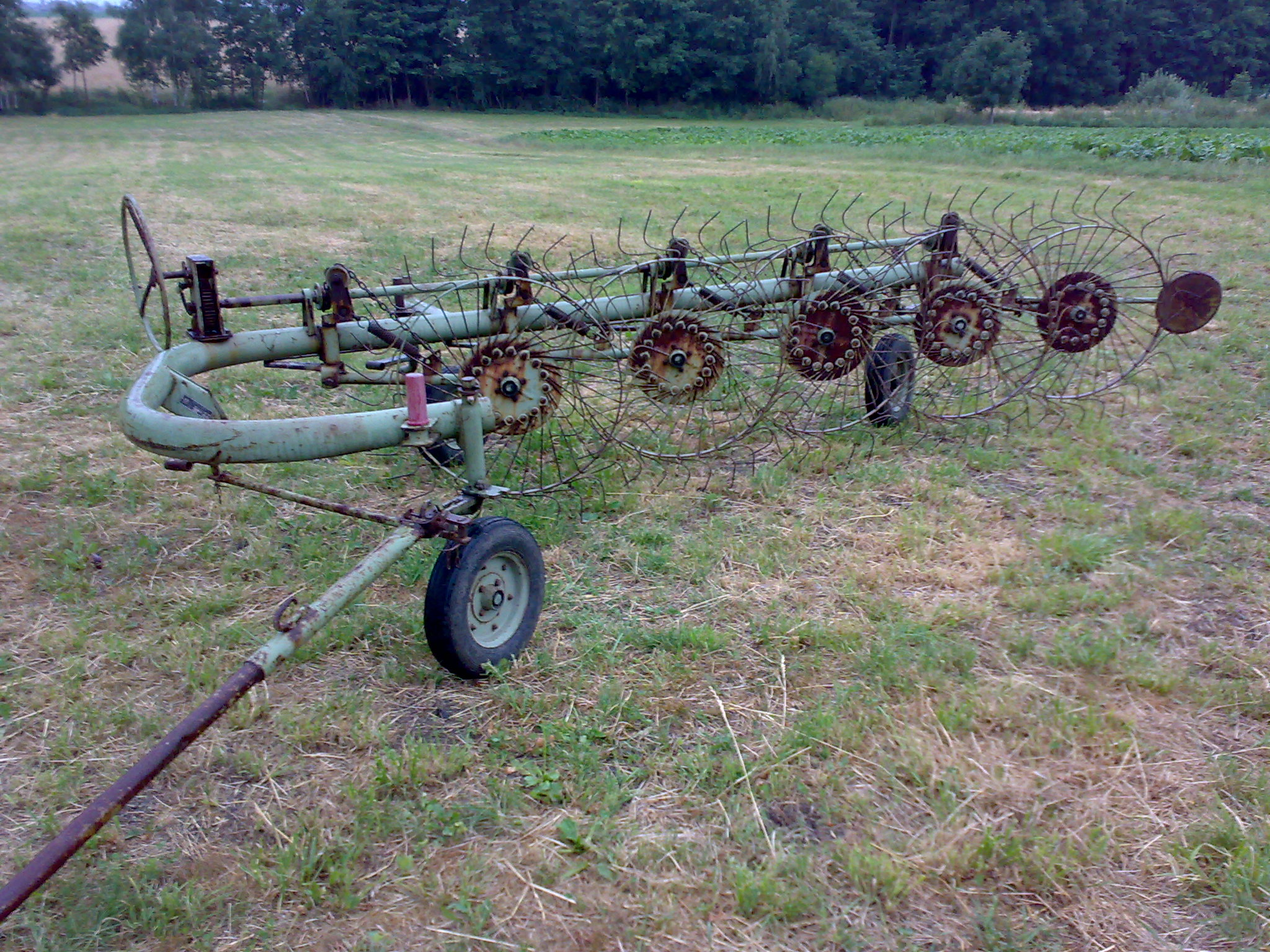
Przetrząsaczo-zgrabiarka kołowa zaczepiana

Przetrząsaczo-zgrabiarka – maszyna rolnicza służąca do przetrząsania (przetrząsacz) skoszonych roślin (traw) suszonych na siano w warunkach polowych oraz zgrabiania (zgrabiarka) suchego siana w zazwyczaj podłużne wały.
Istnieje kilka konstrukcji przetrząsaczo-zgrabiarek, najczęściej spotykane to:
- kołowe – elementem roboczym są nienapędzane koła o poziomej osi obrotu wyposażone w druty przesuwające grabiony materiał, a obracające się w wyniku ruchu przetrząsaczo-zgrabiarki względem ziemi. Tryb pracy zmienia się, ustawiając kierunek osi obrotu kół względem kierunku jazdy. W trybie zgrabiania są one tak ustawione, że grabiony materiał z wcześniejszego koła jest przenoszony przed następne koło. W trybie przetrząsania materiał jest przerzucany w kierunku przeciwnym.
- karuzelowe – elementem roboczym są zazwyczaj 2 koła napędzane z ciągnika. Oś obrotu ma kierunek zbliżony do pionowego. W trybie grabiarki koła mogą formować wał pośrodku między kołami lub dwa na zewnątrz.
- pasowe – mechanizmem roboczym są sprężyny przymocowane do napędzanego pasa, który porusza się poziomo skośnie do kierunku jazdy. W zależności od ustawienia kierunku ruchu pasa maszyna przetrząsa lub zgrabia materiał.

Przetrząsaczo-zgrabiarki kołowe najczęściej mają 4, 5, 7, rzadziej spotykane 3, 6, 9.
Przetrząsaczo-zgrabiarki można podzielić na dwa rodzaje:
- przyczepiane – wyposażone są w koła jezdne,
- zawieszane (TUZ) – nie posiadają kół jezdnych.